# Anabrus longipes
Anabrus longipes es una especie perteneciente a la familia Tettigoniidae. Se encuentra en América del Norte.